# Mafed
Mafed ist eine altägyptische Totengottheit, die erstmals in der Spätzeit belegt ist. Der Name „der Kater“ leitet sich aus dem ägyptischen Begriff „Pa-miau“ ab. Etwa zeitgleich übernimmt das weibliche Pendant, die Gottheit Mafdet, die Aufgaben und Funktionen der Nephthys als „Witwe des Osiris“ und „Tochter des Geb und der Nut“.
Mafed übernimmt als Gleichsetzung des Behedeti die Funktion „desjenigen, der die Wege im Bereich Keku-semau in der Duat für die Verstorbenen erschließt“.